# Martvili (distrikt)
Martvili (georgiska: მარტვილის მუნიციპალიტეტი, Martvilis munitsipaliteti) är ett distrikt i Georgien. Det ligger i regionen Megrelien-Övre Svanetien, i den nordvästra delen av landet, 220 km väster om huvudstaden Tbilisi. Administrativt centrum är Martvili.